# Caras & Bocas
Caras & Bocas é uma telenovela brasileira produzida e exibida pela TV Globo de 13 de abril de 2009 a 8 de janeiro de 2010, em 232 capítulos. Substituindo Três Irmãs e sendo substituída por Tempos Modernos, foi a 75ª "novela das sete" exibida pela emissora. 
Teve autoria de Walcyr Carrasco, com colaboração de Cláudia Souto e André Ryoki, teve direção de Ary Coslov, Marcelo Zambelli e Maria de Médicis. A direção geral foi de Jorge Fernando, também diretor de núcleo.
Contou com Flávia Alessandra, Malvino Salvador, Deborah Evelyn, Marcos Pasquim, Ingrid Guimarães, Isabelle Drummond, Ary Fontoura e Elizabeth Savalla.

## Enredo
Ambientada em São Paulo, a trama gira em torno do amor de Dafne e Gabriel, de classes sociais diferentes, mas com algo em comum: a paixão pela arte. Na juventude, os dois eram alunos de um curso de belas artes, mas foram separados por uma armação do avô da jovem, o poderoso empresário Jacques Conti e sua então esposa, a perua Léa, que não queriam ver Dafne envolvida com um rapaz pobre. Acreditando que foi abandonada por Gabriel, Dafne se descobre grávida e decide assumir sozinha a criação da filha; já Gabriel, sem saber que a amada estava grávida, e acreditando que foi rejeitado por ela, abandona o sonho de ser pintor para assumir o comando do bar da família, ao lado de sua mãe, a batalhadora Socorro.
Dafne tornou-se uma mulher bem-sucedida, que administra uma galeria de arte e fechou-se inteiramente para o amor para se dedicar a carreira e a filha Bianca, uma adolescente mimada e geniosa, que deseja descobrir a identidade do pai. Gabriel tornou-se um homem bruto, mas trabalhador, que vive um noivado de anos com a fútil Laís, embora nunca tenha esquecido seu grande amor do passado. De temperamentos difíceis, os dois não dão o braço a torcer, mas acabam se reencontrando, vivendo um tumultuado romance, feito cão e gato. 
Além da galeria, Dafne é herdeira de uma das maiores mineradoras do país, pertencente a seu avô, que é dado como morto durante uma explosão numa mina na África. Ex-enteada de Jacques e acionista de suas empresas, Judith é uma mulher ardilosa e mau-caráter, que nunca perdoou a mãe, Léa, pelo fim do casamento deles, o que a tornaria herdeira direta do milionário. Disposta a tudo para deixar Dafne - de quem sempre nutriu inveja - na miséria, Judith une-se ao advogado Frederico Foster, grande amigo de Jacques, que após seu desaparecimento, revela-se um homem perigoso e capaz de tudo para se apossar da sua fortuna. Em seu auxílio, Dafne contará com a ajuda do atrapalhado Vicente, advogado e filho de Frederico, que não concorda com as atitudes do pai e sempre nutriu uma paixão platônica por ela.
Paralelamente, Denis, primo de Gabriel, é um aspirante pintor de paisagens que enfrenta dificuldades financeiras e tenta, sem sucesso, entrar para o mercado de arte. Certa noite, um chimpanzé fugindo de um circo invade sua casa e é acolhido por seu filho Espeto, que ajuda o pai a vender seus quadros na praça. O macaco recebe o nome de Xico e invade seu ateliê, fazendo uma grande bagunça com suas telas e tintas. A "arte" acaba impressionando a deslumbrada Simone, sócia e amiga de Dafne, que acreditando que Denis pintou tais obras, decide lançá-lo e expor seus quadros. Este, vendo ali uma oportunidade para alcançar o sucesso, mantém a farsa de que é o autor das telas, tentando esconder o macaco de todos, para não ser descoberto. Sonhando em encontrar um grande amor, Simone acaba se apaixonando por Denis, mas é seduzida por Edgar, um mau-caráter sedutor, que aplica nela um golpe, e envolve-se com Judith, de quem se torna amante e cúmplice.
Nick, irmão caçula de Judith, é um rapaz mimado e de caráter duvidoso, que vive às custas da irmã. Ele acaba se apaixonando pela sonhadora Milena, mas precisa enfrentar o preconceito dos amigos e o seu próprio, devido à moça ser pobre e negra. Ao longo da trama, ela descobre ser filha biológica de Jacques, fruto de um caso dele com sua mãe, a empregada Dirce; agora rica, Milena decide se vingar de Nick, mesmo estando apaixonada. Já mãe dele, Léa, se vê envolvida num extravagante e divertido romance com o jovem Cássio, secretário da galeria, que além de obviamente ser gay, é um tipo afetadissímo. 
Melhor amigo e funcionário do bar de Gabriel, Fabiano é um baiano esquentado e boa-praça, apaixonado pela mulher Ivonete, com quem tem dois filhos, Vanessa e Valdemir. Seu sossego acaba com a chegada do cunhado Adenor, um malandro folgado e suposto irmão de Ivonete. Estranhando o nível de intimidade entre os dois, Fabiano passa a seguir os dois, motivado por sua desconfiança e ciúmes, fantasiado dos mais hilários disfarces, como baiana do acarajé, mulata, gueixa e estátua viva.
Já Tatiana, assessora da galeria, se vê apaixonada por Benjamin, um judeu ortodoxo, que encanta-se por ela, mas precisa enfrentar a oposição da família dele, que não aceita o envolvimento do filho com uma mulher fora dos costumes e religião do povo deles. Já Laís acaba se apaixonando por Caco, mas também precisa lidar com o preconceito de sua família, que não quer vê-la namorar um rapaz negro.

## Elenco
| Intérprete            | Personagem                                     |
| --------------------- | ---------------------------------------------- |
| Flávia Alessandra     | Dafne Bastos Conti                             |
| Malvino Salvador      | Gabriel Batista da Silva                       |
| Deborah Evelyn        | Judith Silveira Lontra                         |
| Marcos Pasquim        | Denis Azevedo Batista                          |
| Ingrid Guimarães      | Simone Meirelles                               |
| Isabelle Drummond     | Bianca Conti                                   |
| Ary Fontoura          | Jacques Michel Conti                           |
| Elizabeth Savalla     | Maria do Socorro Batista da Silva (Socorro)    |
| Fúlvio Stefanini      | Dr. Frederico Foster                           |
| Júlio Rocha           | Edgar Tito Pereira                             |
| Bete Mendes           | Maria da Piedade Batista Azevedo (Tia Piedade) |
| Sheron Menezzes       | Milena Nunes Conti                             |
| Sérgio Marone         | Nicholas Silveira Lontra (Nick)                |
| Henri Castelli        | Vicente Foster                                 |
| Maria Zilda Bethlem   | Léa Silveira Lontra                            |
| Marco Pigossi         | Cássio Amaral                                  |
| Miguel Rômulo         | Felipe Nunes Paiva                             |
| Marcos Breda          | Pelópidas Amílcar                              |
| Maria Clara Gueiros   | Liliana Guimarães (Lili)                       |
| Guilhermina Guinle    | Amarilys di Francesco                          |
| Fernanda Machado      | Laís Molinari                                  |
| Rafael Zulu           | Carlos Halsten de Vasconcelos (Caco)           |
| Danieli Haloten       | Anita Batista da Silva                         |
| Wagner Santisteban    | Anselmo Lopes                                  |
| David Lucas           | Bruno Guimarães Azevedo (Espeto)               |
| Fábio Lago            | Fabiano dos Santos Ferreira                    |
| Suzana Pires          | Ivonete Barros Ferreira                        |
| Otaviano Costa        | Adenor Cosme de Lima                           |
| Rachel Ripani         | Tatiana Amorim                                 |
| Sidney Sampaio        | Benjamin Abraham                               |
| Ana Lúcia Torre       | Esther Abraham                                 |
| Jaime Leibovitch      | Rabino Mendel Abraham                          |
| Júlia Lund            | Hannah Braum                                   |
| Theodoro Cochrane     | Isaac Braum                                    |
| Neusa Maria Faro      | Mercedes Ribeiro                               |
| Sophie Charlotte      | Vanessa Barros Ferreira (Vanessinha)           |
| Dener Pacheco         | Renan di Francesco                             |
| Rodrigo Andrade       | Teodoro Vilela (Téo)                           |
| Ricardo Duque         | André di Francesco                             |
| Roney Facchini        | Ernani Molinari                                |
| Cristina Mutarelli    | Zoraide Molinari                               |
| Alexandre Slaviero    | Tadeu Molinari                                 |
| Carina Porto          | Ísis Molinari                                  |
| Kenya Costta          | Paulina Halston de Vasconcelos                 |
| Pedro Garcia Netto    | Dr. Galeno Pellozini                           |
| Marco Antônio Gimenez | Sargento Lucas Rios                            |
| Dhu Moraes            | Dirce Nunes Paiva                              |
| Ludoval Campos        | Nelson Nunes Paiva                             |
| Alexandre Moreno      | Dr. Aluísio Leal                               |
| Thalma de Freitas     | Magaly Franco Leal                             |
| Carmem Verônica       | Josefa Campos (Jojô)                           |
| Marcelo Barros        | Jandir Souza                                   |
| Renata Castro Barbosa | Cléo Campos                                    |
| Júlia Ruiz            | Clotilde Campos (Clô)                          |
| Hilda Rebello         | Nereide Di Francesco                           |
| Joelson Medeiros      | Padre Guilherme                                |
| Guilherme Duarte      | Samuel                                         |
| Flávio Bauraqui       | Marcelo                                        |
| Sônia de Paula        | Edineide                                       |
| Alice Assef           | Beth                                           |
| Diego Cristo          | Dino                                           |
| Osvaldo Mil           | Delegado Pandolfi                              |
| Amanda Azevedo        | Ada Franco Leal                                |
| Gabriel Kaufmann      | Valdemir Barros Ferreira                       |
| Kate (chimpanzé)      | Xico                                           |
| Otávio Reis           | Xico (dublê)                                   |

### Participações especiais
| Intérprete          | Personagem                           |
| ------------------- | ------------------------------------ |
| Vanessa Giácomo     | Miriam Colasanti                     |
| Klebber Toledo      | Sid Lemos                            |
| Nuno Leal Maia      | Nilo                                 |
| Tereza Rachel       | Rebeca Braum                         |
| Élcio Romar         | João da Silva                        |
| Carlo Porto         | Léo                                  |
| Ilya São Paulo      | Fernando Mendes                      |
| Leandro Lima        | Éder                                 |
| Flávia Garrafa      | Luzimar                              |
| Karina Mello        | Isadora                              |
| Cleiton Morais      | Diogo                                |
| Henrique César      | Epitácio                             |
| Ivone Hoffmann      | Juíza Ivana                          |
| Sylvia Massari      | Sarah                                |
| Victor di Mello     | Walther                              |
| Olivetti Herrera    | Cupido Solitário                     |
| Simone Soares       | Paloma                               |
| José Carlos Sanches | Dr. Viana                            |
| Josie Antello       | Gildete                              |
| Júlio Levy          | Detetive Paranhos                    |
| Marcos Barreto      | Alceu                                |
| Cláudia Paiva       | Drª. Cláudia                         |
| Francisco Fortes    | Tatá                                 |
| Danton Jardim       | Investigador Peçanha                 |
| David Herman        | Jonathan                             |
| Gabriel Sequeira    | Thiago                               |
| Luiz André Alvim    | Padre Elcio                          |
| Miguel Kelner       | Doguinho                             |
| Regis de Sóri       | Caniço                               |
| Renato Lobo         | Dr. Vandré                           |
| Ricardo Montoya     | Sandro                               |
| Stephane Dosse      | Alain                                |
| Jorge Fernando      | professor de belas artes             |
| Adriano Garib       | funcionário da Conti                 |
| Waldir Gozzi        | pretendente de Simone                |
| Thalita Carauta     | enfermeira                           |
| Kiko Mascarenhas    | dono da galeria de arte              |
| Marcelo Várzea      | dono da loja de roupas               |
| Leo Jaime           | apresentador do Miss Cinderela Mirim |
| Ragi Abib           | dono do circo                        |
| Nelito Reis         | organizador do Rainha do Axé         |
| Thalita Ribeiro     | Dafne (jovem)                        |
| Rainer Cadete       | Gabriel (jovem)                      |
| Nathalia Schneider  | Judith (jovem)                       |
| Bryan Ferman        | Nicholas (criança)                   |
| Jasmine Wacholz     | Anita (criança)                      |
| Veluma              | ela mesma                            |

## Produção

### Gravações

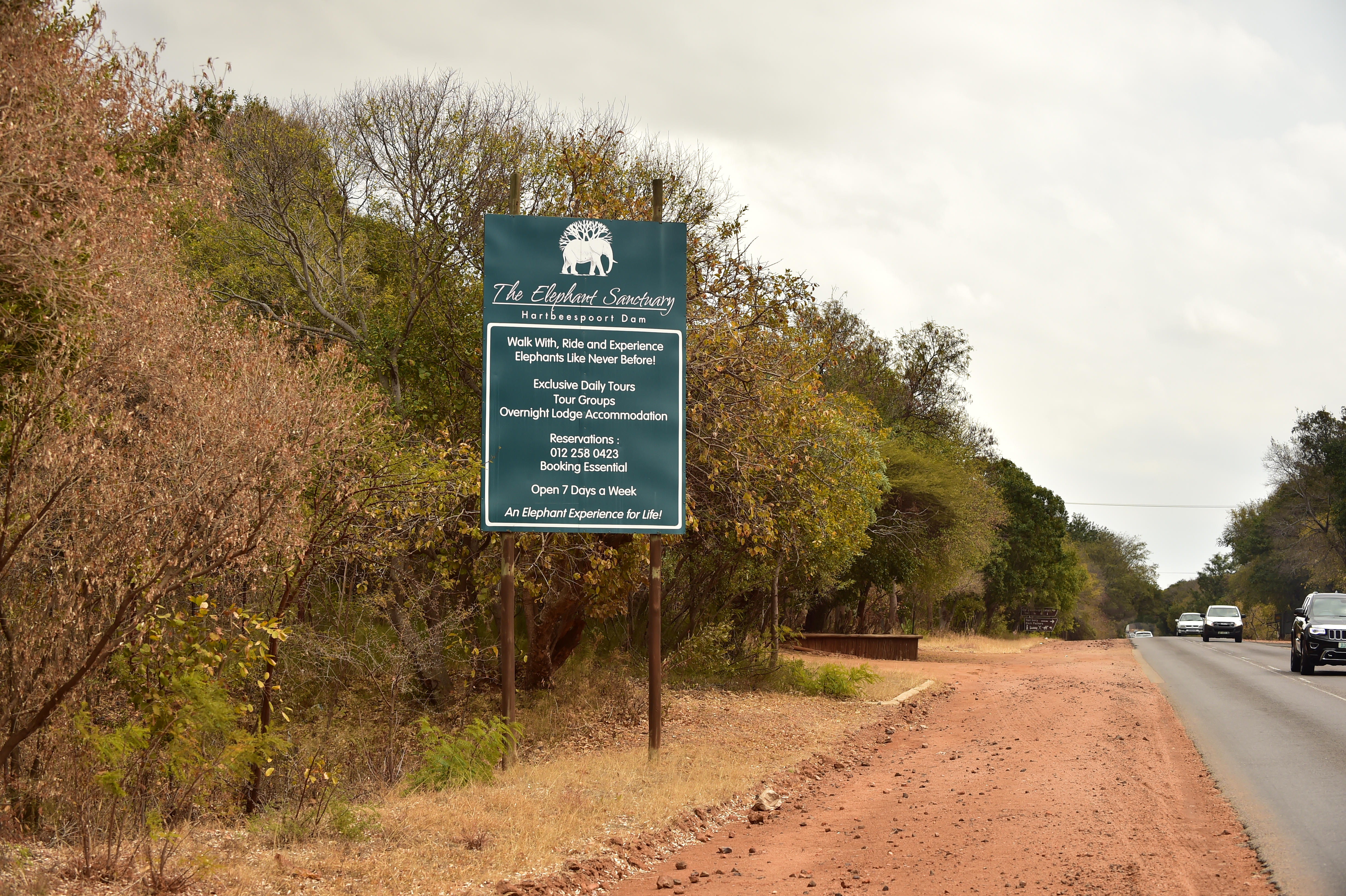
Parque The Elephant Sanctuary, localizado na província Noroeste da África do Sul.

A África do Sul foi cenário para as primeiras cenas da novela, e o desafio era mostrar a grandiosidade e a exuberância do país. Além de representantes da equipe técnica e atores da TV Globo – Flávia Alessandra, Ary Fontoura, Isabelle Drummond, Henri Castelli, Deborah Evelyn, Marcos Breda, Sérgio Marone, Maria Zilda Bethlem e Rafael Zulu –, as gravações contaram com o trabalho de profissionais sul-africanos. Em geral, o trabalho começava cedo: por volta das 5h, a equipe já estava se deslocando para as locações. A exceção foi o último dia de gravação, em que foram feitas cenas noturnas. As cenas gravadas na África do Sul, principalmente as de ação e aventura, foram um desafio para as equipes. Dentre elas, as que se passavam em uma savana, onde os personagens ficaram cercados por animais selvagens, e a do passeio de balão de Dafne e Vicente. Mas todas as imagens foram capturadas seguindo critérios de segurança. Para a gravação da cena do passeio de balão, por exemplo, foram usados um guindaste e uma grua.

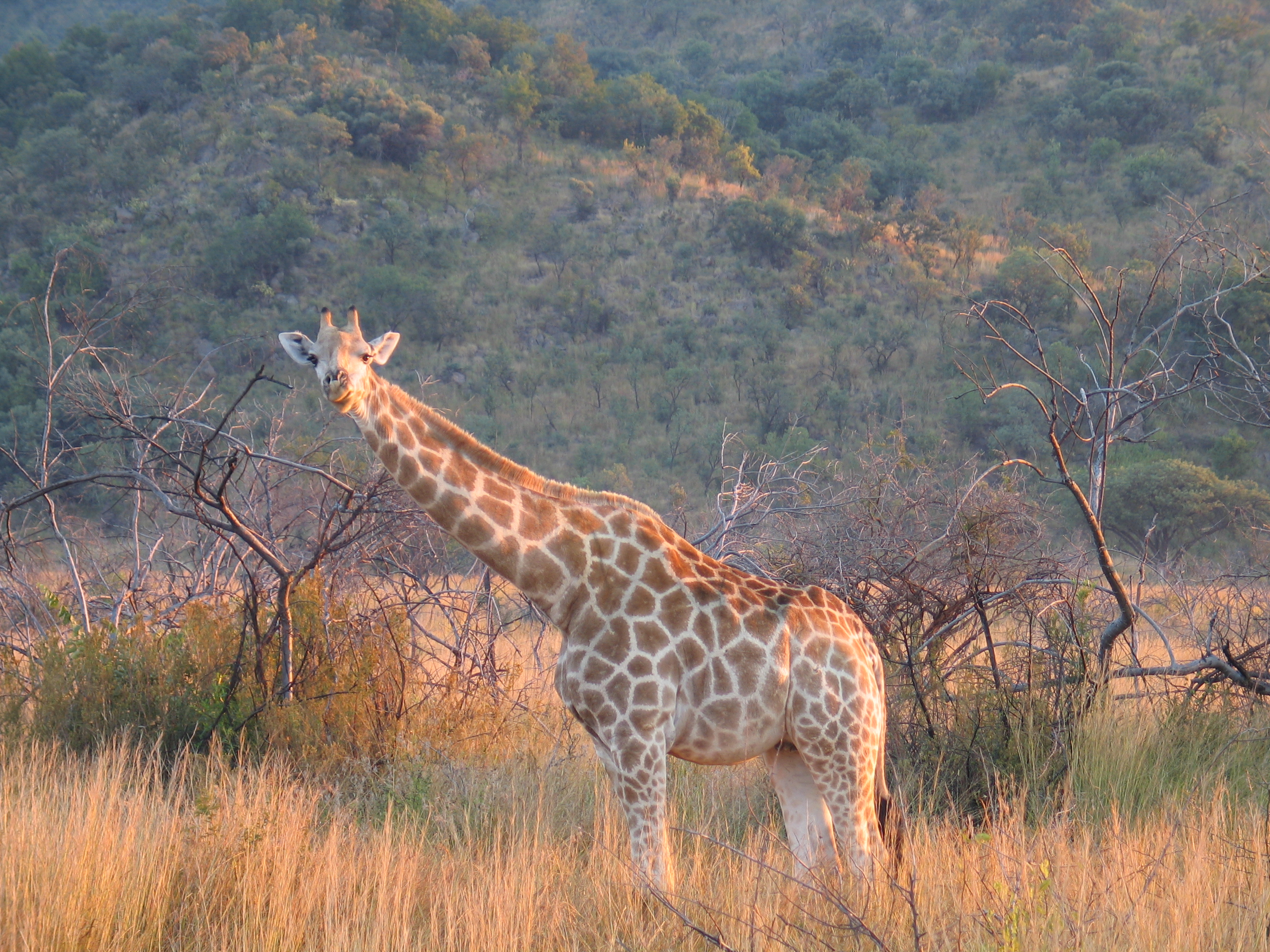
Parque nacional Pilanesberg Game Reserve, em Rustemburgo, na África do Sul.

Na tomada em que um leão cercava um carro do safári, onde estavam os personagens Jacques, Bianca, Judith, Pelópidas, Nick e Caco, foram usadas duas gaiolas para proteger a equipe técnica que estava no mesmo campo aberto que o animal. Toda a cena foi acompanhada por um profissional do parque. A primeira locação para as gravações na África foi Cullinan. Flávia Alessandra, Ary Fontoura, Henri Castelli e Isabelle Drummond gravaram em uma mina de diamante da empresa Cullinan, que, na ficção, correspondia a Conti. Também serviram de cenário o The Elephant Sanctuary e o parque Glen Afric, ambos em Hartbeespoort. A equipe ainda se deslocou em direção a Sun City, com uma parada no Predator World. Nesse zoológico, foi gravada a cena em que Dafne, acompanhada da filha Bianca e do guia Caco, recebia a notícia da explosão da mina de diamante. Os últimos dias de gravação aconteceram em Sun City – entre as locações no interior desse complexo turístico estavam o hotel seis estrelas The Palace, o parque dos crocodilos Kwena Garden e a ponte dos elefantes. Algumas cenas também foram feitas na reserva de Pilanesberg.
Em agosto de 2009, boa parte do elenco gravou cenas em um ferro velho improvisado pela equipe da novela. Os personagens estavam em busca das jóias perdidas da protagonista Dafne.

### Escolha do elenco
Priscila Fantin foi a primeira convidada para interpretar Dafne, repetindo a parceria com o autor que vinha em suas últimas três novelas – Chocolate com Pimenta, Alma Gêmea e Sete Pecados –, porém a atriz atravessava uma grave fase de depressão e recusou, sendo que o papel passou para Flávia Alessandra. Pela primeira vez, uma pessoa realmente cega interpretou uma personagem fixa numa trama de novela. A atriz Danieli Haloten, que nasceu com glaucoma e aos 17 anos perdeu totalmente a visão, fez o papel de Anita, irmã do protagonista Gabriel, chamando muita atenção do público por ser a primeira cega como personagem na TV. Também foi a primeira novela que teve um macaco como personagem central, com uma trama exclusiva em torno dele. A ideia de Walcyr Carrasco não foi fácil de ser concretizada. O Ibama impôs inúmeras limitações. Por exemplo, o animal não podia contracenar com crianças. Ele - na verdade ela, a chimpanzé Kate - sequer podia circular livremente pela cidade cenográfica. Para seguir tudo à risca, Jorge Fernando e sua equipe tiveram que fazer adaptações na rotina das gravações. Xico teve um dublê em algumas sequências. Marcou a volta de Ingrid Guimarães às novelas; a última aparição da atriz em uma novela foi numa participação em Kubanacan. A atriz já estava grávida quando começou a gravar a novela. Ary Fontoura participou dos 4 primeiros capítulos da novela e ficou pouco mais de 3 meses fora. Seu personagem foi "ressuscitado" e voltou à trama no capítulo de 18 de julho de 2009. Logo após o término de Paraíso, Vanessa Giácomo fez uma participação nos últimos capítulos da trama, como Miriam, uma jovem criada no circo onde Xico vivia. As primeiras cenas dela foram ao ar no capítulo 217, exibido em 24 de dezembro de 2009.

### Incidentes
Apesar da importância de sua personagem na trama, Ingrid Guimarães saiu de cena nos momentos finais da sua gravidez, no capítulo de 18 de agosto de 2009. Porém no capítulo do dia 14 de dezembro de 2009, Ingrid retornou à novela para poder dar um desfecho a sua personagem.
A atriz Carmem Verônica foi vítima de um atropelamento em 11 de agosto de 2009. No dia seguinte, foi submetida a uma cirurgia no joelho e tornozelo. Devido ao tempo previsto para a recuperação da atriz, Walcyr Carrasco deu um fim provisório para sua personagem: na trama, Dona Josefa fugiu com um antigo namorado. Com a recuperação da atriz, Dona Josefa voltou à cena. A atriz retornou às gravações no dia 4 de dezembro de 2009, em cadeira de rodas e, para justificar o uso do equipamento, a personagem também foi atropelada na trama.
Em 23 de outubro de 2009, foi a vez de Fábio Lago ser atropelado, enquanto andava de bicicleta em Botafogo. O ator foi submetido a uma cirurgia no ombro direito, e posteriormente liberado pelos médicos. Para justificar a tipoia no braço, o personagem Fabiano também foi vítima de um atropelamento.

## Repercussão

### Audiência
A estreia de Caras & Bocas marcou média de 33 pontos e picos de 36, o mesmo índice de audiência da sua antecessora, Três Irmãs.
Em 18 de abril de 2009, a telenovela registrou sua menor audiência, com média de 21 pontos. Bateu recorde de audiência no dia 20 de julho, quando marcou 37 pontos de média. Devido aos altos índices de audiência, a Globo resolveu estender a trama em 50 capítulos a mais que o previsto. Em 21 de outubro, a telenovela conseguiu uma façanha não ocorrida desde Cobras & Lagartos: o de superar os índices de audiência de uma novela das oito, Caras & Bocas registrou média de 36 pontos, contra 35 de Viver a Vida. Nesse capítulo, Denis confessa que Xico é o verdadeiro pintor das suas telas. No dia 10 de novembro, a trama registrou mais um recorde. Foram alcançados 38 pontos de média, com uma participação de 62%, empatando com a novela Viver a Vida. Após enfrentar uma baixa audiência nas últimas semanas de 2009, Caras & Bocas começou sua última semana com uma audiência significativa, conseguindo superar novamente a novela das oito, Viver a Vida.
Em seu penúltimo capítulo, exibido em 7 de janeiro de 2010, a telenovela registrou 39 pontos de média, com share de 65%, contra 32 pontos da novela das 8. A novela alcançou o seu maior índice de audiência no último capítulo, exibido no dia 8 de janeiro, quando registrou 41 pontos de média, com picos de 46 e 61% de share, índice mais uma vez superior ao da "novela das oito" Viver a Vida, que registrou 35 pontos no mesmo dia. Foi a maior audiência de um capítulo na faixa das 19h desde Cobras & Lagartos em 2006.
Sua média geral foi de 31 pontos, segundo o Ibope, na Grande São Paulo. A maior audiência registrada por uma novela das sete desde 2006 até os dias atuais.
Reprise
No primeiro capítulo, com duração de 25 minutos, a novela alcançou 14 pontos de média. No quarto dia de exibição, Caras & Bocas superou a audiência de novelas inéditas. A trama de Walcyr Carrasco registrou 15 pontos na Grande São Paulo, um a mais do que Malhação. A reprise teve 39% de participação, superando Malhação (33%), Joia Rara (37%) e Além do Horizonte (34%). O capítulo 5, exibido em 17 de janeiro, juntamente com o último capítulo de O Cravo e a Rosa, marcou 19 pontos e na sequência Caras & Bocas, fechou sua última semana juntas com 14 pontos. No primeiro dia sem O Cravo e a Rosa, a reprise registrou 11 pontos de média, devido a baixa recebida pelo Vídeo Show. Em 25 de fevereiro, a reprise bateu um recorde com 18 pontos e 39% de participação no total de televisores ligados na Grande São Paulo. O índice é o dobro do Vídeo Show, que registrou nove pontos. A novela diversas vezes vinha batendo recordes de audiência.
O último capítulo da reprise de Caras & Bocas marcou 15 pontos na Grande São Paulo, e no Rio de Janeiro, terminou com 20 pontos. A trama fechou com média geral de 14,2 pontos e sendo assim a mesma média geral de O Cravo e a Rosa. A trama é considerada um sucesso na faixa, pois conseguiu manter a audiência da antecessora, O Cravo e a Rosa, e em diversos dias batia recorde e superava novelas inéditas assim como a antecessora na faixa, além de ser a trama de maior audiência do Vale a Pena Ver de Novo desde Chocolate com Pimenta.

### Classificação indicativa
Inicialmente a trama era exibida com classificação livre. Porém o Ministério da Justiça interveio a partir de 10 de dezembro de 2009 a novela foi reclassificada como "não recomendada para menores de 10 anos".

### Bordões
A trama repercutiu bastante, principalmente em relação aos bordões que eram falados na novela. Como o É a treva, dito pela Bianca (Isabelle Drummond), Choquei e Tô rosa chiclete ditos por Cássio (Marco Pigossi), Não tô nem tchum pra você e Não me absorva ditos por Ivonete (Suzana Pires), Eu não sou fraca, não dito por Lili (Maria Clara Gueiros), Ai amada (o), dito por Simone (Ingrid Guimarães), entre outros

## Exibição
Durante a exibição da novela, o capítulo 159, que iria ao ar em 14 de outubro de 2009, não foi exibido, devido a transmissão do jogo Brasil x Venezuela pelas Eliminatórias da Copa do Mundo. Com isso, a trama que teria 233 capítulos, fechou com um a menos que o previsto. A partir de 19 de outubro de 2009, a telenovela passou a ser exibida às 19:55, logo depois do Jornal Nacional em doze estados brasileiros que não tinham horário de verão. Esse método consistiu em exibir a novela mais tarde para não perder audiência e foi usado até 2019.

### Reprises
Foi reexibida pelo Vale a Pena Ver de Novo de 13 de janeiro a 1° de agosto de 2014, em 138 capítulos, substituindo O Cravo e a Rosa e sendo sucedida por Cobras & Lagartos. Sua primeira semana foi exibida juntamente com a última semana de sua antecessora, O Cravo e a Rosa, fato este inédito até então, além de ser a primeira reprise a ser fixada em novo horário, deixando a faixa das 14h30 e indo para ás 16h30 até então.
Está sendo reapresentada na íntegra pelo Viva desde 3 de março de 2025, substituindo Cobras & Lagartos (sua sucessora no Vale a Pena Ver de Novo em 2014) inicialmente na faixa das 15h30, com reapresentação ás 23h50 e maratona semanal aos domingos. Foi também uma das últimas novelas do Viva, que seria substituído em 9 de junho de 2025 pelo Globoplay Novelas, de onde a trama seria concluída e teria seu horário alterado, indo para a faixa das 14h35, com reprises ás 0h30 e 8h.

### Outras Mídias
Em 14 de maio de 2021, foi atualizada pelo Globoplay como parte do Projeto Originalidade, com a atualização para o formato de exibição original; com o formato de imagem restaurado em Full HD, além de aberturas, vinhetas de intervalo e encerramento originais.

### Exibição internacional
Os direitos de exibição de "Caras & Bocas" foram vendidos para tevês de mais de doze países, entre eles El Salvador, Costa Rica, Bolívia, Portugal, Honduras e Peru.
| Emissora     | Canal | País                 |
| ------------ | ----- | -------------------- |
| Ecuavisa     | 8     | Equador              |
| Teletica     | 7     | Costa Rica           |
| Canal 9      | 9     | Argentina            |
| Canal 13     | 13    | Chile                |
| Teleantillas | 2     | República Dominicana |
| ATV          | 9     | Peru                 |
| Teledoce     | 12    | Uruguai              |

## Prêmios
Prêmio Paulistanos do Ano (2009):
- Autor - Walcyr Carrasco

Troféu Raça Negra (2009):
- Melhor ator - Rafael Zulu

Prêmio Extra de Televisão (2009):
- Ator revelação - Marco Pigossi

Prêmio Arte Qualidade Brasil (2009):
- Ator revelação - Fábio Lago